# Пальмен
Пальмен (фин. Palmén) — баронский род.
Высочайшим указом, от 2 / 14 апреля 1883 года, вице-председатель Департамента Юстиции и сенатор Иоганн-Филипп Пальмен возведён, с нисходящим его потомством, в баронское достоинство Великого Княжества Финляндского.
Род его внесён, в 1884 году, в матрикул Рыцарского Дома Великого Княжества Финляндского, в число родов баронских, под № 55.
- Иоган Аксель Пальмен (1845—1919) — финский зоолог, член-корреспондент СПб. АН